# Troy Isley
Troy Isley (* 5. September 1998 in Washington) ist ein US-amerikanischer Boxer im Mittelgewicht.

## Amateurkarriere
Troy Isley besuchte die TC Williams High School in Alexandria, Virginia, und begann im Alter von zehn Jahren im Alexandria Boxing Club mit dem Boxsport. Er ist rund 1,78 m groß und Linksausleger. 
Seine ersten Erfolge waren der Gewinn der nationalen Meisterschaft der Police Athletic League (PAL) bei den Schülern 2011 und 2012, sowie bei den Junioren 2013. 2014 gewann er die US-amerikanischen Juniorenmeisterschaften und das Ringside Tournament. Bei den Golden Gloves 2016 gewann er die Silbermedaille und bei den US-Meisterschaften 2016 und 2017 die Goldmedaille. 
Beim Chemiepokal 2017 in Deutschland schied er mit einer Bronzemedaille im Halbfinale aus und startete bei den Panamerikameisterschaften 2017 in Honduras, wo er im Viertelfinale gegen den Weltmeister und Olympiasieger Arlen López unterlag. Als Gewinner des Box-Off-Kampfes über Hebert Conceição qualifizierte er sich für die Weltmeisterschaften 2017 in Hamburg. Dort kam er gegen Wilfried Ntsengue, Hosam Bakr Abdin und Isroil Madrimov ins Halbfinale, wo er gegen den Europameister Oleksandr Chyschnjak mit einer Bronzemedaille ausschied.
2018 wurde er US-Vizemeister und gewann 2019 eine Bronzemedaille bei den Panamerikanischen Spielen in Peru. Aufgrund seiner kontinentalen Ranglistenplatzierung erhielt er einen Startplatz bei den 2021 in Tokio ausgetragenen Olympischen Spielen. Dort besiegte er Vitali Bandarenka, ehe er im zweiten Kampf mit 2:3 gegen Gleb Bakschi ausschied.

## Profikarriere
Im Januar 2021 unterzeichnete er einen Profivertrag bei Top Rank und Antonio Leonard Promotions. Sein Debüt gewann er im Februar desselben Jahres.